# グレゴリオ・サブラン
グレゴリオ・キリリ・カマチョ・サブラン（英語：Gregorio Kilili Camacho Sablan、1955年1月9日 - ）は、北マリアナ諸島の政治家、元選挙委員。2009年から2025年にかけて、北マリアナ諸島選出の初代アメリカ合衆国下院代議員（議決権を持たない議員）を務めた。
2010年の選挙以降は無所属で出馬しつつ、下院民主党の党員集会に参加するなど、議会では民主党員として活動した。当時は米国議会で唯一のチャモロ人議員であった。

## 経歴・人物
サブランは1955年1月19日に北マリアナ諸島サイパン島で7人きょうだいの一人息子として生まれた 。父はバンクオブアメリカの従業員で、叔父はサイパンの市長だった。
11歳のとき、サブランは太平洋諸島信託統治領のチューク島(現在はミクロネシア連邦)にあるザビエル高校に通い始めた。その後、サイパンに戻ってマリアナ高校を卒業。グアム大学に通った後、カリフォルニア大学バークレー校に編入した。しかし、父親が失職し、サブランは大学を中退。その後、1989年から1990年までハワイ大学マノア校に通ったが、卒業しなかった。
サブランはフィリピン系アメリカ人のアンドレアと結婚し、6人の子供と5人の孫がいる。

## 政治家として
1982年から1986年まで民主党員として北マリアナ諸島議会で2期務めた。在職中には、北マリアナ諸島に対する連邦政府の援助を交渉するために、米国内務省次官補との交渉を行う特別代表に選ばれた。
議会を辞任後、1980年代後半にはハワイのダニエル・イノウエ上院議員の特別補佐官になった。その後、一時大学に在籍した後、1994年から1998年までフロイラン・テノリオ政権で管理予算特別補佐官を務めた。1998年からペドロ・テノリオ政権で特別補佐官を4年間務めた後、北マリアナ諸島選挙委員会の事務局長に任命された。

## アメリカ下院議員

### 背景
1978年から30年間、北マリアナ諸島の市民は、北マリアナ諸島憲法第5条に基づき、北マリアナ諸島を代表し、北マリアナ諸島の法律で定められた公務を行うため、首都ワシントンD.C.に常駐する住民代表（ワシントン代表）を選出してきた。
2008年に成立した統合天然資源法に基づき、住民代表は廃止され、投票権を持たない下院代議員が新たに設置された。この役職は下院本会議での投票権はないものの、下院本会議での法案の審議、委員会への所属及び委員会内での投票は認められていた。

### 2008年選挙
北マリアナ諸島初の選挙は2008年11月4日に行われた。共和党からはペドロ・A・テノリオ住民代表(当時)が立候補し、民主党からデビッド・シン州上院議員が立候補した。サブランは以前から民主党に所属していたが、無所属から出馬した。そのほか6人の独立候補がいた。2008年11月4日にサブランは2,474票（得票率23％）を獲得し、北マリアナ諸島初のアメリカ下院議員になった。次点のテノリオとは357票差だった。

### 2010年〜2020年選挙
2010年、サブランは4,896票（43％）を獲得し、誓約党のジョセフ・ジェームズ・ノリタ・カマチョ（2,744票）、共和党のフアン・ババウタ前知事（1,978票）、民主党のヘスス・C・ボルハ前副知事（1,707票）を破った。2012年選挙では9,829票（80％）を獲得。共和党のイグナシア・T・デマパン(2,503票)に勝利した。80%の得票率は、北マリアナ諸島史上最高のものだった。2014年選挙でサブランは65.3％の得票率で民主党のアンドリュー・サブラン・サラス候補を破り勝利した。2016年選挙は対立候補がいなかった。2018年選挙で、サブランが64.6％の得票率で共和党候補のアンヘル・デマパンを破り勝利した。2020年選挙は再び対立候補のいない選挙となった。

### 任期中
サブランは2009年1月3日に下院議員に就任。1月6日に宣誓し、下院では民主党に所属することを発表した。ナンシー・ペロシ下院議長の宣誓式には、ベニグノ・フィティアル知事夫妻のほか、現職の住民代表のペドロ・A・テノリオなど、北マリアナ諸島の要人が出席した。
代議員として、サブランは、北マリアナ諸島のプロジェクトのために、エネルギー補助金など連邦政府資金を確保してきた。この資金の多くは、2009年の米国復興・再投資法（American Recovery and Reinvestment Act of 2009）によるものである。さらに、他の地域と同じようにフードスタンプを給付できるよう、トム・ビルザック農務長官に働きかけて14億5,900万ドルを確保した。
AOL Newsが2010年7月に発表した報告書によると、2010年6月末（米国政府の会計年度の9ヶ月間）までに、サブランは議員代表手当からの食費を他のどの議員よりも多く使っており、その額は23,457ドルに上っていた。サブランは、この金額は様々なスタッフへの返金に使われたと主張している。
2020年12月の時点で、サブランは3つの法案を後援し、最終的に法律になった55の法案を共同提案していた。

### 所属委員会
- 教育・労働委員会
  - 幼児・初等中等教育小委員会 (委員長)
  - 健康、雇用、労働、年金に関する小委員会
- 天然資源委員会 (島嶼局副委員長)
  - インディアン、島嶼地域、アラスカの先住民問題に関する小委員会
  - 水、電力、海洋に関する小委員会
- 退役軍人委員会[17]
  - 障害者支援および記念問題に関する小委員会[18]

### 所属する議員連盟
- 在外アメリカ国民議員連盟
- アジア・太平洋諸島系アメリカ人議員連盟[19]
- ヒスパニック系議員連盟[19]
- 犯罪被害者権利議員連盟
- 国際自然保護議員連盟[20]
- 国立海洋保護地域議員連盟
- 芸術議員連盟[21]
- 米日議員連盟（ジャパン・コーカス）[22]